# Plusiodonta tripuncta
Plusiodonta tripuncta là một loài bướm đêm trong họ Noctuidae.